# Mike Colona
Mike Colona là cựu thành viên Dân chủ của Hạ viện Missouri. Trước khi tái phân bổ, Colona đại diện cho quận 67. Colona gần đây đại diện cho quận 80, nằm ở trung tâm khu vực Tower Grove South trong thành phố St. Louis. Colona cũng từng là Người đứng đầu dân tộc thiểu số cho Đại hội đồng thứ 96.

## Tuổi thơ
Mike Colona sinh ra ở St. Louis năm 1969. Ông tốt nghiệp 1987 tại Trường Trung học Fox ở Arnold, Missouri. Colona có bằng Cử nhân Khoa học của Đại học Truman State và bằng J.D. từ Đại học St. Louis. Một luật sư hành nghề tư nhân, anh ta chuyên về thương tích cá nhân, bồi thường cho công nhân và một số trường hợp sửa đổi đầu tiên. Colona cũng từng là giáo sư trợ lý tư pháp hình sự cho Đại học Missouri – St. Louis. Colona là người đồng tính công khai và cả hai chiến dịch 2008 và 2010 của ông đều giành được sự ủng hộ của Gay & Lesbian Victory Fund. Ông là một trong ba nhà lập pháp LGBT công khai tại Thành phố Jefferson, cùng với Sen. Jolie Justus (D–Thành phố Kansas) và Rep. Jeanette Mott Oxford (D–St. Louis).